# Nellie Beatrice Allen
Nellie Beatrice Osborn Allen (* 23. Oktober 1874 in Cameron, Missouri; † 1961 in New York City) war eine US-amerikanische Landschaftsarchitektin. Sie ist bekannt für ihre Knotengärten.

## Leben
Allen wurde in Missouri als Tochter von David und Pauline Osborn geboren, die ursprünglich aus Virginia stammten. Ihr Vater war Landwirt und sie war das vierte von fünf Kindern, mit einem Bruder und drei Schwestern.
Vor 1900 heiratete sie Sidney P. Allen, der die Louisiana Land and Exploration Company gründete. Bis 1916 zog sie eine Tochter groß, ließ sich von ihrem Mann scheiden und beschloss, in die Landschaftsarchitektur einzusteigen.
Im Jahr 1916 schrieb sie sich unter dem Namen Beatrice Osborn Allen an der Lowthorpe School of Landscape Architecture for Women ein. Sie blieb dort drei Jahre lang und ihre Abschlussarbeit an der Lowthorpe School beinhaltete einen Knotengarten, der später ihr Spezialgebiet werden sollte. Nach ihrem Abschluss 1919 reiste sie durch Europa, wohin sie im Laufe ihres Lebens immer wieder zurückkehrte.
In den 1920er Jahren gründete Allen ihr eigenes Büro in New York City. Sie benutzte Nellie B. Allen als ihren beruflichen Namen und spezialisierte sich auf die Gestaltung von „Wohnlandschaften“. Zum Teil aufgrund ihres späten Starts in ihrem Fachgebiet blieb ihr Büroregional, fast ausschließlich in New York und Neuengland angesiedelt.
Allens Landschaftsentwürfe wurden von der Arbeit von Gertrude Jekyll beeinflusst, die sie 1921 auf ihren Europareisen kennenlernte und die sie später in Munstead Wood in Surrey wieder besuchte. Sie stellte Stauden in ihren Bepflanzungen in den Vordergrund, schuf Staudenrabatten im englischen Stil und Entwürfe mit Formschnittarbeiten. Allen wurde vor allem für ihre geometrischen Gärten bekannt, insbesondere für ihre Knotengärten, deren Entwürfe von Knotengärten beeinflusst waren, die sie auf ihren Reisen durch Europa gesehen hatte. Sie entwarf zusammen mit Constance Boardman einen Parterregarten für die New Yorker Weltausstellung von 1939, beriet die Verantwortlichen für den Bishop's Garden der Kathedrale von Washington und machte Entwürfe für mehrere Privathäuser. Zu ihren Kunden gehörten Helen Thorne (die Frau von Oakleigh Thorne) und Anne Vanderbilt.
Allen hielt öffentliche Vorträge über Gartengestaltung und die Geschichte Neuenglands. Sie war ein Mitglied des Garden Club of America und schrieb gelegentlich Artikel für das Bulletin des Clubs sowie für Gartenzeitschriften.
Obwohl Allens Gärten oft in Gartenmagazinen wie House Beautiful und Country Life in America abgebildet wurden, hat keiner von ihnen in seiner ursprünglichen Form überlebt.
Allen starb am 25. Dezember 1961. Die Cornell University besitzt eine kleine Sammlung von Fotos und Plänen ihrer Arbeit.